# Galaxy 8i
O Galaxy 8i (G-8i) foi um satélite de comunicação geoestacionário construído pela Hughes, ele era de propriedade da PanAmSat, empresa que foi adquirida em 2005 pela Intelsat. O satélite foi baseado na plataforma HS-601HP/BSS-601HP e sua expectativa de vida útil era de 15 anos. O mesmo saiu de serviço em fevereiro de 2004 e foi transferido para uma órbita cemitério.

## História
O Galaxy 8i foi um dos satélites mais poderosos a se juntar a frota da PanAmSat Corporation, com cerca de 10 quilowatts de energia no início de sua vida útil. E era um modelo Hughes HS-601HP de corpo estabilizado construído pela Hughes Space and Communications Company em El Segundo, Califórnia.
A PanAmSat que operava o satélite foi comprada pela Intelsat, em agosto de 2005, por um total de 4,3 bilhões de US $ em um acordo que foi concluído em julho de 2006.
O total da carga de 32 transponder do Galaxy 8i era operado em banda Ku, e era dedicado a América Latina, e que fornecia os serviços da DirecTV para o México, América Central, América do Sul e Caribe. Através do uso de compressão digital, o serviço podia incluir mais de 300 canais, divididos entre a programação em espanhol e português.
Em 15 de novembro de 2002, a PanAmSat rescindido seu contrato com a Boeing Satellite Systems para a construção do satélite Galaxy 8iR que já estava quase concluído, alegando que a Boeing não cumpriu os termos do contrato, e pediu 72 milhões de dólares à Boeing para reembolsar os adiantamentos anteriores e outros custos. O satélite foi posteriormente convertida no satélite ProtoStar 2, que foi lançado em 2009, e que atualmente recebe o nome de SES-7 e é de propriedade da SES World Skies.
O Galaxy 8i perdeu seus sistemas de propulsão de íons de xenônio (XIPS), provavelmente por causa do acúmulo de resíduos nas grades dos propulsores, este problema  encurtou significativamente a vida útil projetada do satélite, que originalmente era prevista para durar até 2012. Ele foi colocado na órbita cemitério em fevereiro de 2004.

## Lançamento
O satélite foi lançado com sucesso ao espaço no dia 8 de dezembro de 1997, por meio de um veículo Atlas IIAS a partir da Estação da Força Aérea de Cabo Canaveral, na Flórida, EUA. Ele tinha uma massa de lançamento de 3.537 kg.

## Capacidade
O Galaxy 8i era equipado com 32 transponders em banda Ku com feixe de 200 canais de televisão e áudios digitais para a América do Sul depois que foi estacionado em 95 graus oeste de longitude.